# Kunsthalle Winterthur

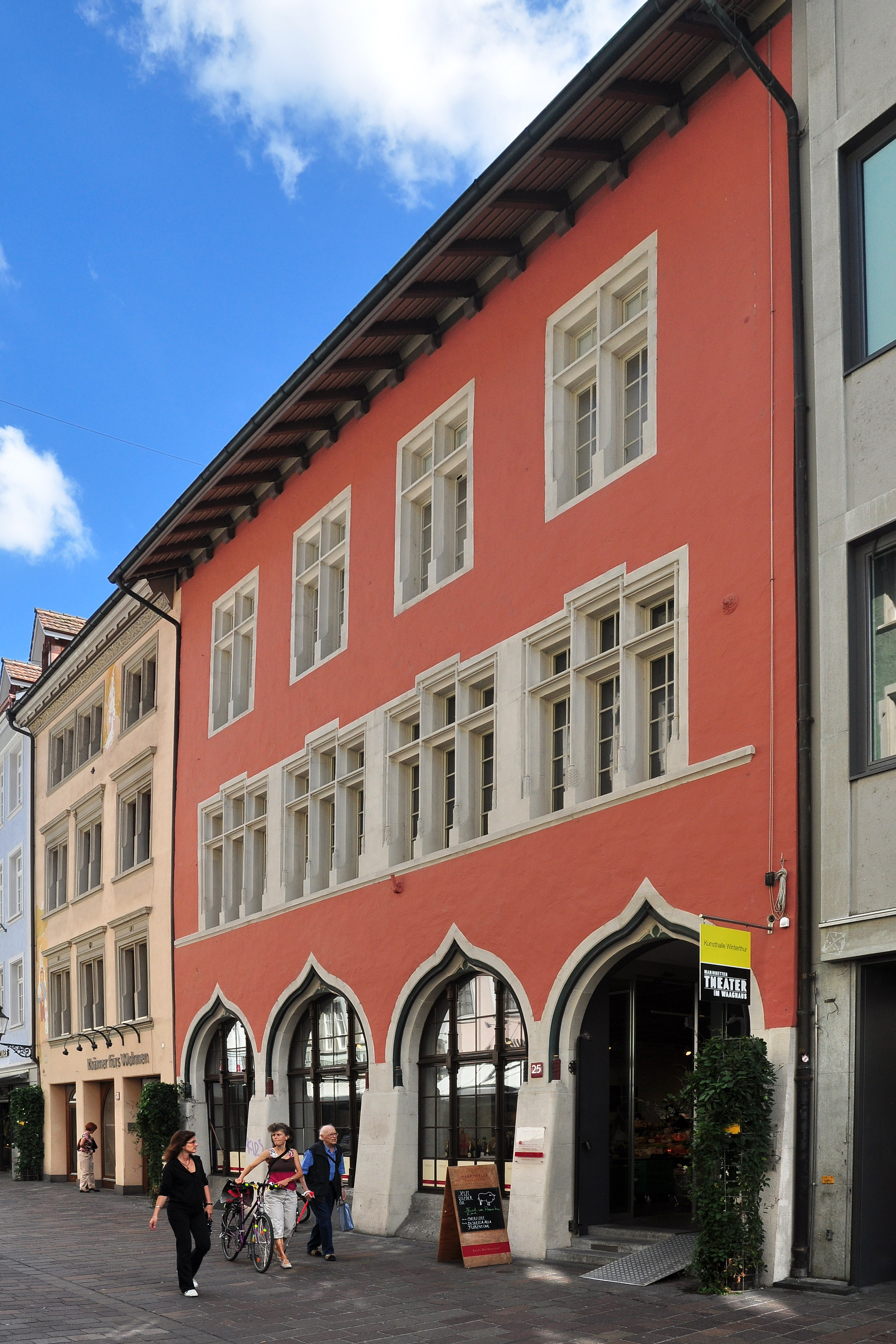
Ehemaliges Waaghaus

Die Kunsthalle Winterthur ist ein Kunstmuseum in Winterthur. Sie befindet sich im Obergeschoss des Ehemaligen Waaghauses in der Winterthurer Altstadt, das in der Liste der Kulturgüter von nationaler Bedeutung aufgeführt wird. Die Kunsthalle zeigt jährlich fünf bis sechs Wechselausstellungen zeitgenössischer Kunst, darunter internationale Positionen ebenso wie solche von Winterthurer Kunstschaffenden.

## Geschichte
Ausstellungsräumlichkeiten gab es im Waaghaus schon länger. So hatte der 1848 gegründete Kunstverein Winterthur bereits seine Ausstellungsräumlichkeiten im Obergeschoss des Waaghauses. Diese wurden 1916 geschlossen und renoviert, nachdem die Sammlungen des Kunstvereines im neueröffneten Kunstmuseum Winterthur präsentiert werden konnten. 1971 wurden die Ausstellungshallen mit einer Ausstellung von Eugen Früh wiedereröffnet. Nach einer Renovation des Waaghauses 1988/1989 wurde die Kunsthalle 1980 mit einer Ausstellung von Max Bill dem heutigen Trägerverein übergeben.

## «Der Dritte Raum»
«Der dritte Raum» ist der Kommunikations- und Begegnungsort der Kunsthalle Winterthur. Durch die Kombination von Administrations- und Besucherstrukturen ist die Leitung der Kunsthalle zugänglich. Neben einer Sofaecke steht eine Lesebibliothek sowie eine Auswahl von Künstlerpublikationen aus der Sammlung von Publish and be damned zur Verfügung. «Der Dritte Raum» wurde vom Schweizer Künstler Mark Divo (* 1966) in Anlehnung an seine bewohnten Skulpturen eingerichtet und steht den Besuchern während der Öffnungszeiten der Ausstellungen offen.

### «Café des Arts»
Anlässlich jeder Ausstellung macht das Team des «Café des Arts» am Mittwochabend den «Dritten Raum» zum Treffpunkt für Winterthurer Kunstschaffende und deren Freunde. Die Abende widmen sich immer wieder anderen Themen aus Kunst und Kultur, zu der wechselnde Moderatoren eine Gesprächsrunde einladen.

## Ausstellungen (Auswahl)
- 2014
  - Lydia Wilhelm
  - André Bless
  - Konrad Smolenski
  - Richard Sides
  - Elizabeth Price
  - Rashid Johnson